# Літтл-Райс (Вісконсин)
Літтл-Райс (англ. Little Rice) — місто (англ. town) в США, в окрузі Онейда штату Вісконсин. Населення — 388 осіб (2020).

## Демографія
Згідно з переписом 2010 року, у місті мешкало 306 осіб у 154 домогосподарствах у складі 99 родин. Було 459 помешкань
Расовий склад населення:
| - 98,7 % — білих |

До двох чи більше рас належало 1,0 %. Частка іспаномовних становила 1,6 % від усіх жителів.
За віковим діапазоном населення розподілялося таким чином: 10,5 % — особи молодші 18 років, 57,8 % — особи у віці 18—64 років, 31,7 % — особи у віці 65 років та старші. Медіана віку мешканця становила 52,9 року. На 100 осіб жіночої статі у місті припадало 121,7 чоловіків;  на 100 жінок у віці від 18 років та старших — 114,1 чоловіків також старших 18 років.
Середній дохід на одне домашнє господарство  становив 64 262 долари США (медіана — 59 167), а середній дохід на одну сім'ю — 70 694 долари (медіана — 68 036). Медіана доходів становила 46 667 доларів для чоловіків та 36 000 доларів для жінок. За межею бідності перебувало 5,6 % осіб, у тому числі 0,0 % дітей у віці до 18 років та 9,2 % осіб у віці 65 років та старших.
Цивільне працевлаштоване населення становило 181 особа. Основні галузі зайнятості: виробництво — 30,4 %, освіта, охорона здоров'я та соціальна допомога — 16,0 %, роздрібна торгівля — 11,6 %, будівництво — 8,8 %.